# Manfred Espeter
Manfred Espeter (* 5. September 1930 in Dortmund; † 21. Juni 1992 in Münster) war ein deutscher Glasmaler und Bildhauer. Er wurde vor allem durch Kirchenfenster in Nordwestdeutschland bekannt.

## Leben
Manfred Espeter wurde als Sohn eines Kohlenhändlers in Dortmund geboren. Er erlernte die Technik der Glasverarbeitung im Atelier von Paul von der Forst und bei Vincenz Pieper an der Werkkunstschule in Münster. An der Hamburger Landeskunstschule, unter anderen bei Ernst Wilhelm Nay, vollendete er seine künstlerische Ausbildung.

## Werke
- Fresken des Kreuzweges in der Heilig-Geist-Kirche (Georgsmarienhütte-Oesede)
- Kirchenfenster in Kirche St. Augustinus (Cloppenburg)
- Kirchenfenster in Kirche St. Cosmas und Damian (Leer)
- Kirchenfenster in Kirche St. Marien (Quakenbrück)
- Kirchenfenster in Kirche St. Matthäus (Melle)

- Kirchenfenster in Ahaus, Kath. Kirche St. Josef
- Kirchenfenster in Kirche St. Mariä Himmelfahrt (Alstätte)
- Kirchenfenster in Duisburg-Hamborn, Kath. Kirche  St. Peter
- Kirchenfenster in Geldern, Evang. Heilig-Geist-Kirche
- Kirchenfenster in Greven-Reckenfeld, Kath. Kirche St. Franziskus von Assisi
- Kirchenfenster in Havixbeck, Kath. Kirche St. Dionysius
- Kirchenfenster in Horstmar-Leer, Kath. Kirche St. Cosmas und Damian
- Kirchenfenster in Hörstel-Riesenbeck, Kath. Kirche St. Kalixtus
- Kirchenfenster in Ibbenbüren-Uffeln, Kath. Kirche St. Marien
- Kirchenfenster in Issum-Sevelen, Kath. Kirche St. Antonius
- Kirchenfenster in Marl-Polsum, Kath. Kirche St. Bartholomäus
- Kirchenfenster in Marl-Sickingmühle, Kath. Kirche Christus König
- Kirchenfenster in Melderslo, Museum De Locht
- Kirchenfenster in Münster, Kath. Kirche St. Martini
- Kirchenfenster in Münster-Gievenbeck, Kath. Kirche St. Michael
- Kirchenfenster in Papenburg-Aschendorf, Kath. Kirche St. Amandus
- Kirchenfenster in Preußisch Oldendorf, Kath. Kirche St. Raphael
- Kirchenfenster in Recke-Steinbeck, Kath. Kirche St. Phillipus und Jacobus
- Kirchenfenster in Rheinberg-Borth, Kath. Kirche St. Evermarus
- Kirchenfenster in Rheine, Kath. Kirche St. Peter
- Kirchenfenster in Rheine-Schleupe, Kath. Kirche St. Josef
- Kirchenfenster (Rosette) in Vechta, Maria Frieden
- Kirchenfenster in Waltrop, Ehem. kath. Kirche St. Ludgerus
- Kirchenfenster in Warendorf, Josephs-Hospital
- Kirchenfenster in Wesel-Ginderich, Kath. Kirche St. Mariä Himmelfahrt